# Brett James

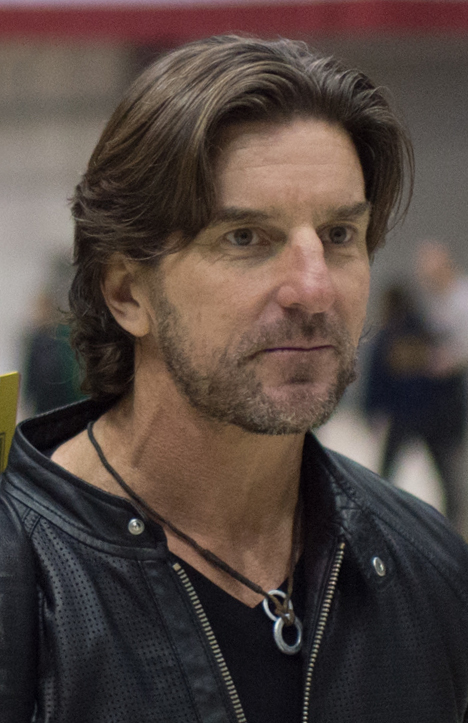
Brett James

Brett James (Columbia, 5 juli 1968) is een Amerikaanse muziekproducer en singer-songwriter. Hij heeft onder andere het album van Kip Moore 'Up All Night' geproduceerd. Ook is hij de producent van verschillende nummers van de Amerikaanse zangeres Kelly Clarkson. Zelf heeft hij 1 album en vijf singles uitgebracht.

## Discografie
Album
- Brett James (1995)

Singles
- "Female Bonding" (1995)
- "If I Could See Love" (1995)
- "Worth the Fall" (1995)
- "Chasin' Amy" (2002)
- "After All" (2003)

- International Standard Name Identifier: 0000 0000 3750 6807
- Library of Congress Control Number: n2001082268
- MusicBrainz: 00a0e8b0-cfc1-464b-8450-581842c08818
- Virtual International Authority File: 14118461
- WorldCat: E39PBJcgwj6TwbRg7qjfPyH3cP